# Луконина, Воля Анфимовна
Во́ля Анфи́мовна Луко́нина (3 апреля 1926, Куликовка, Саратовская губерния — 5 февраля 2022, Стеклянный, Ленинградская область) — советский геолог, Герой Социалистического Труда (1966).

## Биография
Родилась 3 апреля 1926 г. в селе Куликовка (ныне — Вольского района Саратовской области) в семье учителей.
В 1943 году окончила 10 классов и поступила в эвакуированный в Саратов Ленинградский государственный университет на геологический факультет, кафедру петрографии. В 1943—44 годах, во время учёбы в Саратове, посещала госпиталь, где помогала медицинским сёстрам ухаживать за ранеными и раненым писать письма. В 1944 году с университетом переехала в Ленинград, где в свободное от учёбы время вместе с другими студентами помогала восстанавливать разрушенный город. В 1946—47 годах проходила летнюю практику в геологической партии Всесоюзного научно-исследовательского геологического института в Южной Якутии. В 1948 году окончила университет.
Начиная с 1948 года, по январь 1987 года работала в геологических партиях Алданской, Алдано-Олёкминской и Южно-Якутской экспедиций (Иркутское, Читинское и Якутское геологическое управление) на площади Южной Якутии начальником партии, старшим геологом отряда.
В 1987 году вышла на пенсию и поселилась с семьёй во Всеволожском районе Ленинградской области, в посёлке Стеклянный. Умерла 5 февраля 2022 года, похоронена в Порошкине.

## Награды
- 1966 год — Звание Героя Социалистического Труда и орден Ленина за выдающиеся успехи по развитию геологоразведочных работ и открытию месторождений полезных ископаемых[4]
- 1967 год — Занесение в Книгу Трудовой Славы Министерства геологии СССР и ЦК профсоюза рабочих геологоразведочных работ
- 1970 год — Юбилейная медаль «За доблестный труд (За воинскую доблесть). В ознаменование 100-летия со дня рождения Владимира Ильича Ленина»